# Aït Oumalou
Aït Oumalou (în arabă آيت أومالو) este o comună din provincia Tizi Ouzou, Algeria.
Populația comunei este de 8.790 de locuitori (2008).